# モンティチェッリ・ドンジーナ
モンティチェッリ・ドンジーナ（伊: Monticelli d'Ongina）は、イタリア共和国エミリア＝ロマーニャ州ピアチェンツァ県にある、人口約5,200人の基礎自治体（コムーネ）。
ニンニクの生産地として知られている。

## 地理

### 位置・広がり
ピアチェンツァ県の東北部、ポー川沿いにあるコムーネである。モンティチェッリ・ドンジーナの集落は、州都ボローニャの北西130km、県都ピアチェンツァの東約20kmの距離にある。ポー川を挟んで東北約10kmにはクレモナ（ロンバルディア州クレモナ県）が位置する。

#### 隣接コムーネ
隣接するコムーネは以下の通り。CRはクレモナ県、LOはローディ県所属を示す。
- スピナデスコ (CR) - 北
- クレモナ (CR) - 北東
- カステルヴェトロ・ピアチェンティーノ - 北東
- ヴィッラノーヴァ・スッラルダ - 南東
- サン・ピエトロ・イン・チェッロ - 南
- カオルソ - 南西
- カステルヌオーヴォ・ボッカ・ダッダ (LO) - 北西
- クロッタ・ダッダ (CR) - 北西

### 気候分類・地震分類
モンティチェッリ・ドンジーナにおけるイタリアの気候分類 (it) および度日は、zona E, 2535 GGである。
また、イタリアの地震リスク階級 (it) では、zona 3 (sismicità bassa) に分類される。

## 行政

### 分離集落
モンティチェッリ・ドンジーナには、以下の分離集落（フラツィオーネ）がある。
- Borgonovo, Fogarole, Olza, San Nazzaro, San Pietro in Corte

## 社会

### 経済・産業
品質の優れた「白いニンニク」（aglio bianco）の生産地として知られており、ヨーロッパ各国向けにニンニク種子の輸出も行われている。

## 交通

### 道路
欧州自動車道路
- E70号線 (European route E70)  :

高速道路
- A21 (it:Autostrada A21)  :

## 文化・観光
毎年10月第1日曜日には「にんにく祭り」（Fiera dell'aglio）が開催される。物産展としてのみならず、芸術なども扱う幅広いイベントである。

## 姉妹都市・提携都市
いずれもニンニク産地として著名な自治体である。
- ギルロイ（アメリカ合衆国カリフォルニア州）[9][7]
- ボーモン＝ド＝ロマーニュ（フランス・タルヌ＝エ＝ガロンヌ県）[9]
- 田子町（日本・青森県）[9][8][7]
  - 1992年（平成4年）9月11日 姉妹都市提携

1988年に姉妹都市提携を結んだギルロイからの紹介を受け、1990年にモンテチェリ・ドンジーナの「にんにくまつり」に職員が訪問。以後、交流が継続して行われるようになった。